# Поєніле (Прахова)
Поєніле (рум. Poienile) — село у повіті Прахова в Румунії. Входить до складу комуни Предял-Серарі.
Село розташоване на відстані 81 км на північ від Бухареста, 26 км на північ від Плоєшті, 66 км на південний схід від Брашова.

## Населення
За даними перепису населення 2002 року у селі проживали 425 осіб, усі — румуни. Усі жителі села рідною мовою назвали румунську.